# Mobange Amisi
Mobange Amisi (ur. 9 listopada 1964) – kolarz szosowy z Demokratycznej Republiki Konga, uczestnik letnich igrzysk olimpijskich.
Amisi reprezentował Demokratyczną Republikę Konga na letnich igrzyskach olimpijskich podczas igrzysk 1988 w Seulu oraz igrzysk 1992 w Barcelonie. W 1988 wystartował w jeździe drużynowej na czas razem z Pasi Mbenzą, Kimpale Mosengo i Ndjibu N’Golomingim. Kongijczycy zajęli wówczas 28. miejsce spośród 31 reprezentacji. Amisi brał także udział w wyścigu indywidualnym ze startu wspólnego, który ukończył na 98. miejscu. W 1992 Amisi wystartował jedynie w wyścigu indywidualnym ze startu wspólnego, którego nie ukończył.